# Topoli (obwód czernihowski)
Topoli (ukr. Тополі) – wieś na Ukrainie, w obwodzie czernihowskim, w rejonie czernihowskim. W 2001 liczyła 195 mieszkańców, wśród których 194 jako ojczysty język wskazało ukraiński, a 1 rosyjski.